# Італійська Серія A 1952–1953
Сезон 1952-53 Серії A — футбольне змагання у найвищому дивізіоні чемпіонату Італії, 22-й турнір з моменту започаткування Серії A. Участь у змаганні брали 18 команд, 2 найгірші з яких за результатами сезону полишили елітний дивізіон.
Переможцем сезону став клуб «Інтернаціонале», для якого ця перемога у чемпіонаті стала 6-ю в історії.
| Чемпіон Італії 1952/53     |
| -------------------------- |
| «Інтернаціонале» 6-й титул |

## Команди-учасниці
Участь у турнірі брали 18 команд:

## Підсумкова турнірна таблиця
|                  |     | Турнірна таблиця 1952—1953 | О  | І  | В  | Н  | П  | М+ | М- |
| ---------------- | --- | -------------------------- | -- | -- | -- | -- | -- | -- | -- |
| Чемпіон Італії   | 1.  | «Інтернаціонале»           | 47 | 34 | 19 | 9  | 6  | 46 | 24 |
|                  | 2.  | «Ювентус»                  | 45 | 34 | 18 | 9  | 7  | 73 | 40 |
|                  | 3.  | «Мілан»                    | 43 | 34 | 17 | 9  | 8  | 64 | 34 |
|                  | 4.  | «Наполі»                   | 41 | 34 | 15 | 11 | 8  | 53 | 43 |
|                  | 5.  | «Болонья»                  | 39 | 34 | 16 | 7  | 11 | 52 | 43 |
|                  | 6.  | «Рома»                     | 36 | 34 | 13 | 10 | 11 | 50 | 44 |
|                  | 7.  | «Фіорентина»               | 33 | 34 | 11 | 11 | 12 | 31 | 47 |
|                  | 8.  | СПАЛ                       | 32 | 34 | 8  | 16 | 10 | 40 | 37 |
|                  | 9.  | «Аталанта»                 | 32 | 34 | 10 | 12 | 12 | 52 | 53 |
|                  | 10. | «Торіно»                   | 31 | 34 | 11 | 9  | 14 | 47 | 50 |
|                  | 11. | «Лаціо»                    | 31 | 34 | 12 | 7  | 15 | 38 | 44 |
|                  | 12. | «Сампдорія»                | 31 | 34 | 9  | 13 | 12 | 37 | 43 |
|                  | 13. | «Новара»                   | 31 | 34 | 11 | 9  | 14 | 43 | 52 |
|                  | 14. | «Удінезе»                  | 31 | 34 | 10 | 11 | 13 | 42 | 55 |
|                  | 15. | «Трієстина»                | 30 | 34 | 10 | 10 | 14 | 47 | 54 |
|                  | 16. | «Палермо»                  | 30 | 34 | 10 | 10 | 14 | 43 | 56 |
| Вибув до Серії B | 17. | «Комо»                     | 27 | 34 | 11 | 5  | 18 | 32 | 44 |
| Вибув до Серії B | 18. | «Про Патрія»               | 22 | 34 | 7  | 8  | 19 | 40 | 67 |

## Чемпіони
Склад переможців турніру:
| Воротарі: Джорджо Гецці (34 матчі). Захисники: Івано Блазон (25), Джованні Джакомацці (33, 1 гол), Аттіліо Джованніні (31), Бруно Падулацці (11, 1), Ліно Грава (1). Півзахисники: Бруно Мацца (32, 4), Майно Нері (26), Фульвіо Несті (29, 1), Освальдо Фатторі (13), П'єтро Броккіні (4, 1), Серджо Морін (1). Нападники: Джино Армано (29, 4), Беніто Лоренці (30, 12), Іштван Ньєрш (31, 15), Леннарт Скоглунд (30, 6), Себастьяно Буццін (8), Серджо Брігенті (4), Лідо Маццоні (2). Тренер: Альфредо Фоні. |

## Бомбардири
Найкращим бомбардиром сезону 1952-53 Серії A став шведський нападник клубу «Мілан» Гуннар Нордаль, який відзначився 26 забитими голами.
|     | Гравець             | Команда          | Національність | Голів | (пенальті) |
| --- | ------------------- | ---------------- | -------------- | ----- | ---------- |
| 1°  | Гуннар Нордаль      | «Мілан»          | Швеція         | 26    | -          |
| 2°  | Йон Хансен          | «Ювентус»        | Данія          | 22    | 4          |
| 3°  | Поул Ааге Расмуссен | «Аталанта»       | Данія          | 19    | -          |
| 4°  | Джанкарло Баккі     | «Болонья»        | Італія         | 18    | -          |
| 5°  | Паскуале Віволо     | «Ювентус»        | Італія         | 16    | -          |
| 6°  | Іштван Ньєрш        | «Інтернаціонале» | Угорщина       | 15    | 2          |
| 7°  | Карло Галлі         | «Рома»           | Італія         | 14    | 3          |
|     | Хассе Йеппсон       | «Наполі»         | Швеція         | 14    | -          |
|     | Джанкарло Віталі    | «Наполі»         | Італія         | 14    | -          |
| 10° | Квінто Бертолоні    | «Про Патрія»     | Італія         | 13    | -          |
|     | Рензо Буріні        | «Мілан»          | Італія         | 13    | 3          |
|     | Марко Савіоні       | «Новара»         | Італія         | 13    | -          |

Йон Хансен забив сотий м'яч у матчах Серії «А». По завершенні сезону, до десятки найвлучніших голеадорів ліги входять: Сільвіо Піола (269), Джузеппе Меацца (216), Гульєльмо Габетто (165), Амедео Амадеї (157), Карло Регуццоні (155), Гуннар Нордаль (137), Феліче Борель (131), Іштван Ньєрш (125), П'єтро Ферраріс (123), Етторе Пурічеллі (120).